# Плoвер (Висконсин)
Пловер (енгл. Plover) град је у америчкој савезној држави Висконсин.

## Демографија
По попису из 2010. године број становника је 12.123, што је 1.603 (15,2%) становника више него 2000. године.
| Група             | 2000.          | 2010.          |
| Белци             | 10.104 (96,0%) | 11.046 (91,1%) |
| Афроамериканци    | 45 (0,4%)      | 65 (0,5%)      |
| Азијати           | 100 (1,0%)     | 456 (3,8%)     |
| Хиспаноамериканци | 142 (1,3%)     | 393 (3,2%)     |
| Укупно            | 10.520         | 12.123         |